# Белоуха врабчова чучулига
Белоуха врабчова чучулига (Eremopterix leucotis) е вид птица от семейство Чучулигови (Alaudidae).

## Разпространение
Видът е разпространен в Ангола, Бенин, Ботсвана, Буркина Фасо, Гамбия, Гана, Гвинея, Еритрея, Етиопия, Замбия, Зимбабве, Камерун, Кот д'Ивоар, Кения, Лесото, Малави, Мали, Мавритания, Мозамбик, Намибия, Нигер, Нигерия, Сенегал, Сомалия, Судан, Свазиленд, Танзания, Того, Уганда, Централноафриканската република, Чад, Южна Африка и Южен Судан.